# Cardiestra vasilinini
Cardiestra vasilinini är en fjärilsart som beskrevs av Bang-haas 1927. Cardiestra vasilinini ingår i släktet Cardiestra och familjen nattflyn. Inga underarter finns listade i Catalogue of Life.